# Güstrow
Güstrow (pronunciación en alemán: /ˈɡʏstʁo/ⓘ) es una ciudad situada en el estado de Mecklemburgo-Pomerania Occidental, Alemania. Tiene una población estimada, a fines de 2022, de 29 556 habitantes.
Es la capital del distrito de Rostock.
Es la séptima mayor ciudad de Mecklemburgo-Pomerania Occidental. Desde 2006 tiene el sufijo oficial Barlachstadt (ciudad de Barlach), en honor al escultor Ernst Barlach.
La ciudad es bien conocida por su renacentista palacio de Güstrow y su catedral de estilo gótico báltico ("o de ladrillos") con su escultura del Ángel Flotante de Barlach.

## Geografía
La ciudad de Güstrow se localiza 45 kilómetros al sur de Rostock, junto al río Nabel, un afluente del Warnow. El canal Bützow-Güstrow (en alemán: Bützow-Güstrow-Kanal) es una conexión navegable al Warnow también utilizada por turistas. Existen 5 lagos (Inselsee, Sumpfsee, Parumer See, Grundloser See y Gliner See [See = lago]) y varios bosques alrededor de Güstrow.

## Historia
El nombre de Güstrow proviene del polabo Guščerov y significa "lugar del lagarto".
En 1219 el castillo wendo Güstrowe fue edificado en el lugar donde hoy se sitúa el palacio renacentista. Se dice que Güstrow fue fundada por Enrique Borwin II, un nieto de Enrique el León, entre 1219 y 1226. Fue mencionada por primera vez en 1228 en la escritura de los derechos como ciudad de Schwerin, confirmada por los hijos de Enrique Borwin II, quienes donaron la catedral como iglesia colegiata en 1226. Güstrow fue residencia de los señores de Werle desde 1229 hasta 1436. En 1441 fue fundada la primera sociedad de tiro privilegiada de Güstrow.
El juicio por profanación celebrado en la ciudad en 1330 terminó con la quema de 23 judíos y la destrucción de la sinagoga. La Kapelle des heiligen Bluts (capilla de la Santa Sangre) fue construida en el emplazamiento de la sinagoga. En 1503, 1508 y otra vez en 1512 la ciudad fue destruida por sucesivos incendios; en 1556 el palacio ardió en llamas.
Después de la división de Mecklemburgo (1621) se convirtió en capital del pequeño ducado de Mecklemburgo-Güstrow. (Albrecht von Wallenstein, el general imperial de la Guerra de los Treinta Años, era duque de Mecklemburgo-Güstrow.)
En 1695 murió el último duque de Mecklemburgo-Güstrow, y el ducado dejó de existir. Güstrow se convirtió en parte del ducado de Mecklemburgo-Schwerin.
El famoso escultor Ernst Barlach vivió en Güstrow desde 1910 hasta su muerte en 1938.

## Lugares de interés
Existen varios lugares de interés notables en Güstrow:
- El palacio de Güstrow (o Schloss Güstrow, en alemán), construido en 1589 en estilo renacentista, como una residencia para los duques de Mecklemburgo. Es una de las obras arquitectónicas más importantes de esta era en la región. Entre 1963 y 1981 se llevaron a cabo importantes trabajos de restauración, y le fue añadido un parque renacentista, modelado según descripciones aparecidas en antiguos grabados.
- La catedral, en estilo gótico báltico (o "de ladrillos"), construida entre 1226 y 1335. Cabe destacar el altar mayor en estilo gótico tardío (c. 1500), las tumbas del Duque Ulrico III y sus dos esposas (siglo XVI), y el celebrado Schwebender Engel ("Ángel flotante"), la obra más famosa del escultor expresionista Ernst Barlach, creada en 1926 como un tributo a las víctimas de la I Guerra Mundial.
- Iglesia parroquial Santa María, una iglesia parroquial gótica de ladrillos, parcialmente remodelada en el siglo XIX.
- El Museo Ernst Barlach, que exhibe una gran colección de su obra.
- El Ayuntamiento, originalmente construido en el siglo XIII y reconstruido c. 1800 en la plaza del mercado central.

## Galería de imágenes

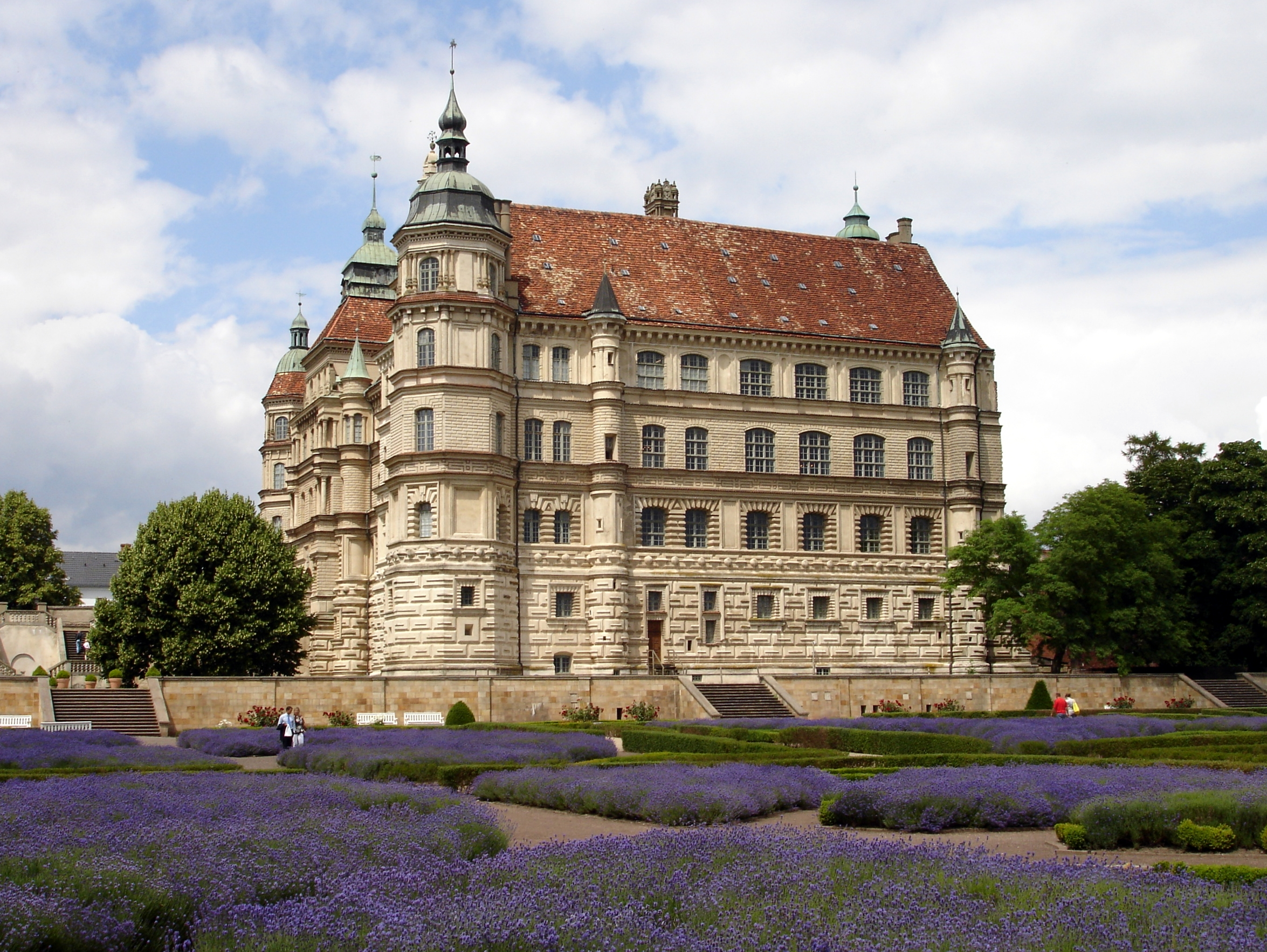
Palacio de Güstrow (Schloss Güstrow), renacentista
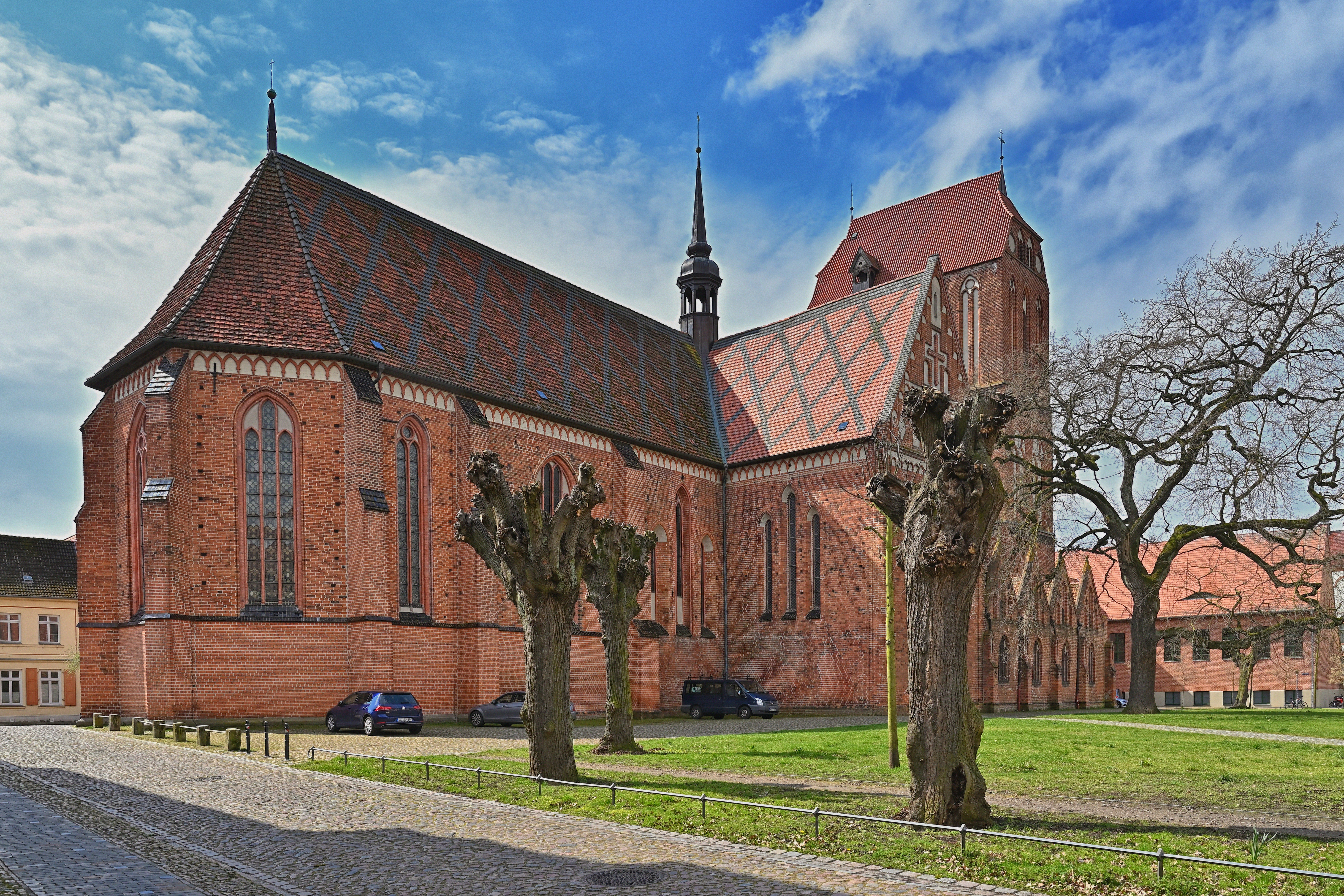
Catedral de Güstrow (Dom zu Güstrow), gótico báltico
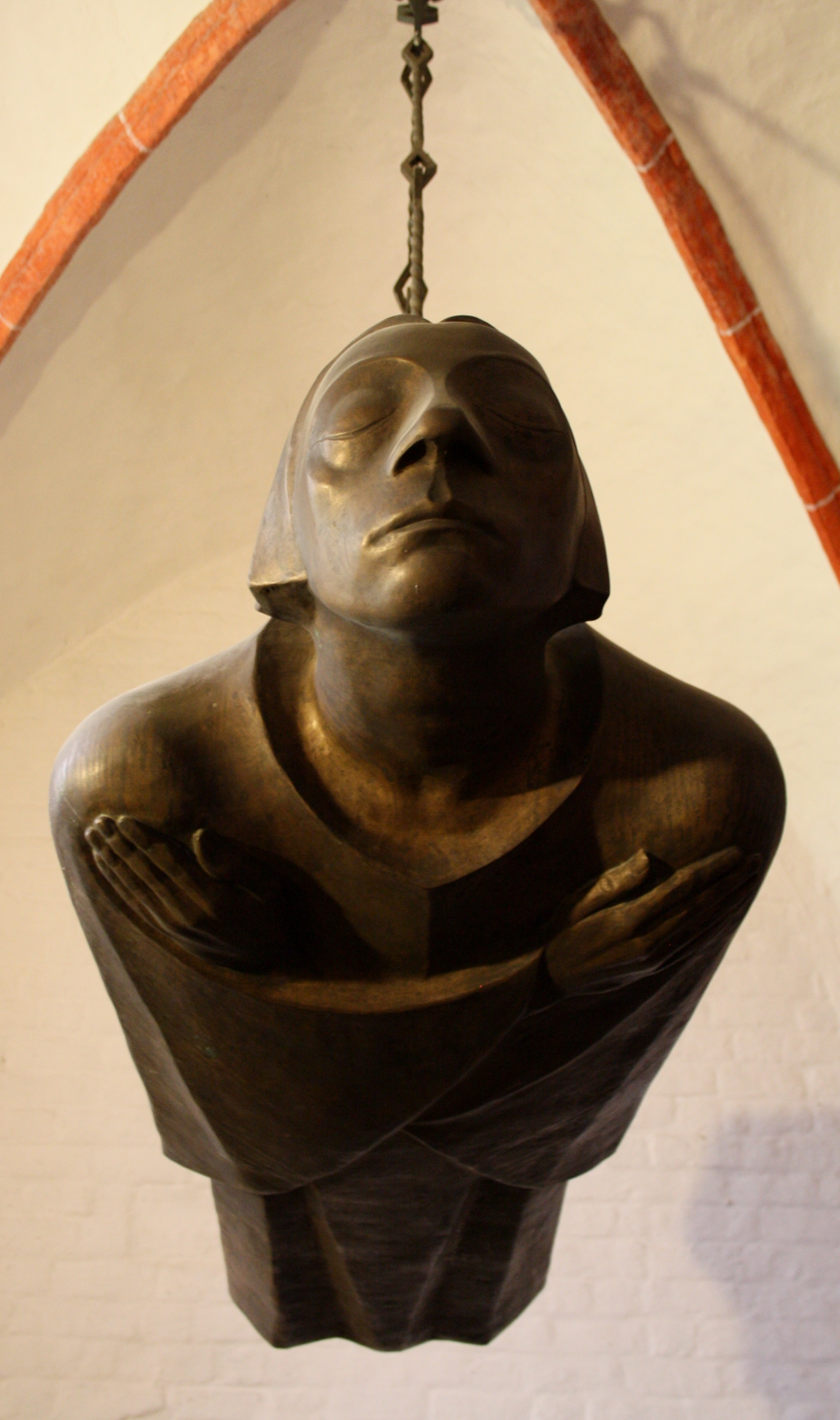
Ángel Flotante, de Ernst Barlach, 1927
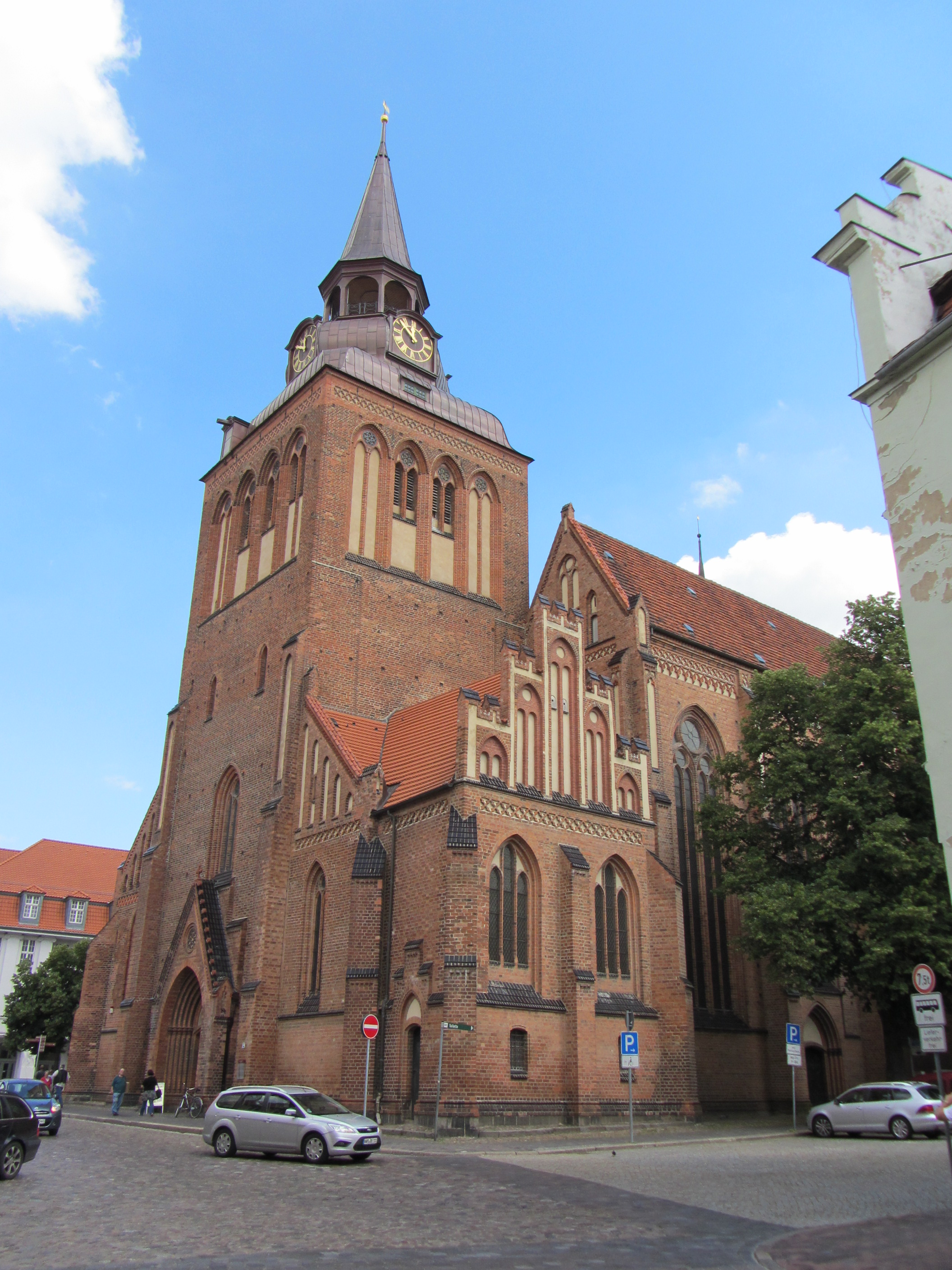
Iglesia parroquial Santa María (Pfarrkirche St. Marien)
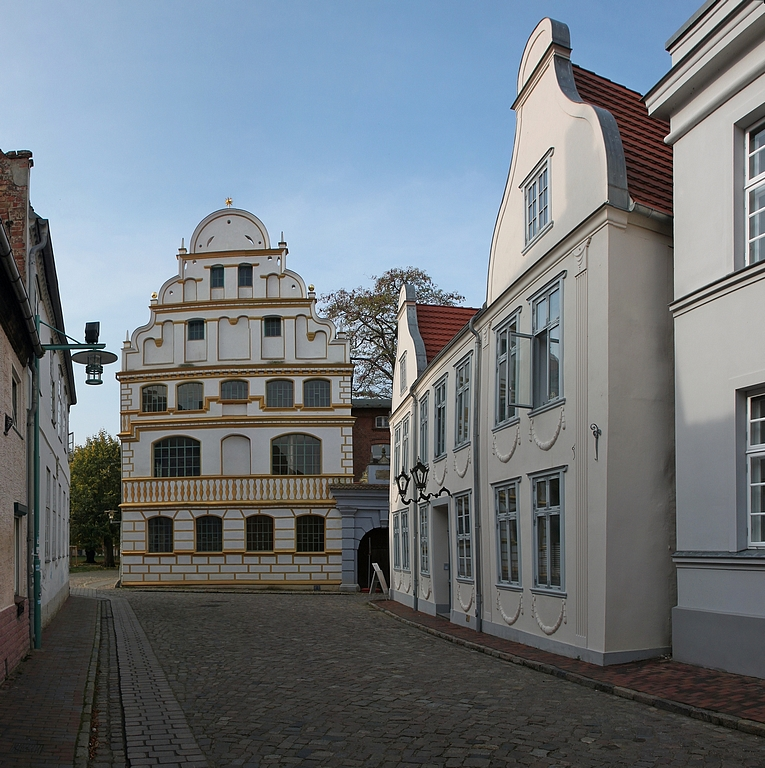
Escuela de la Catedral (Domschule)
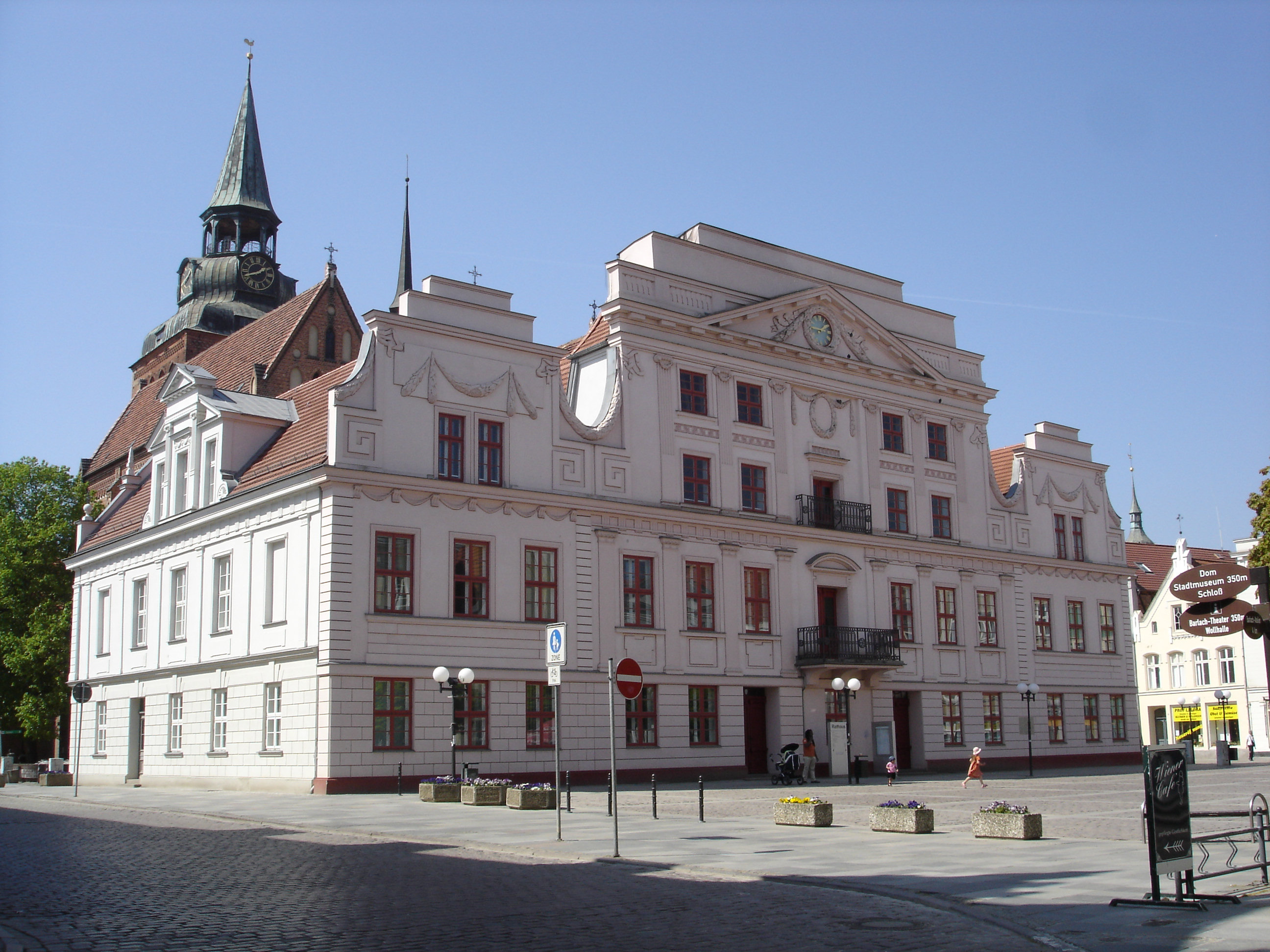
Edificio del Ayuntamiento
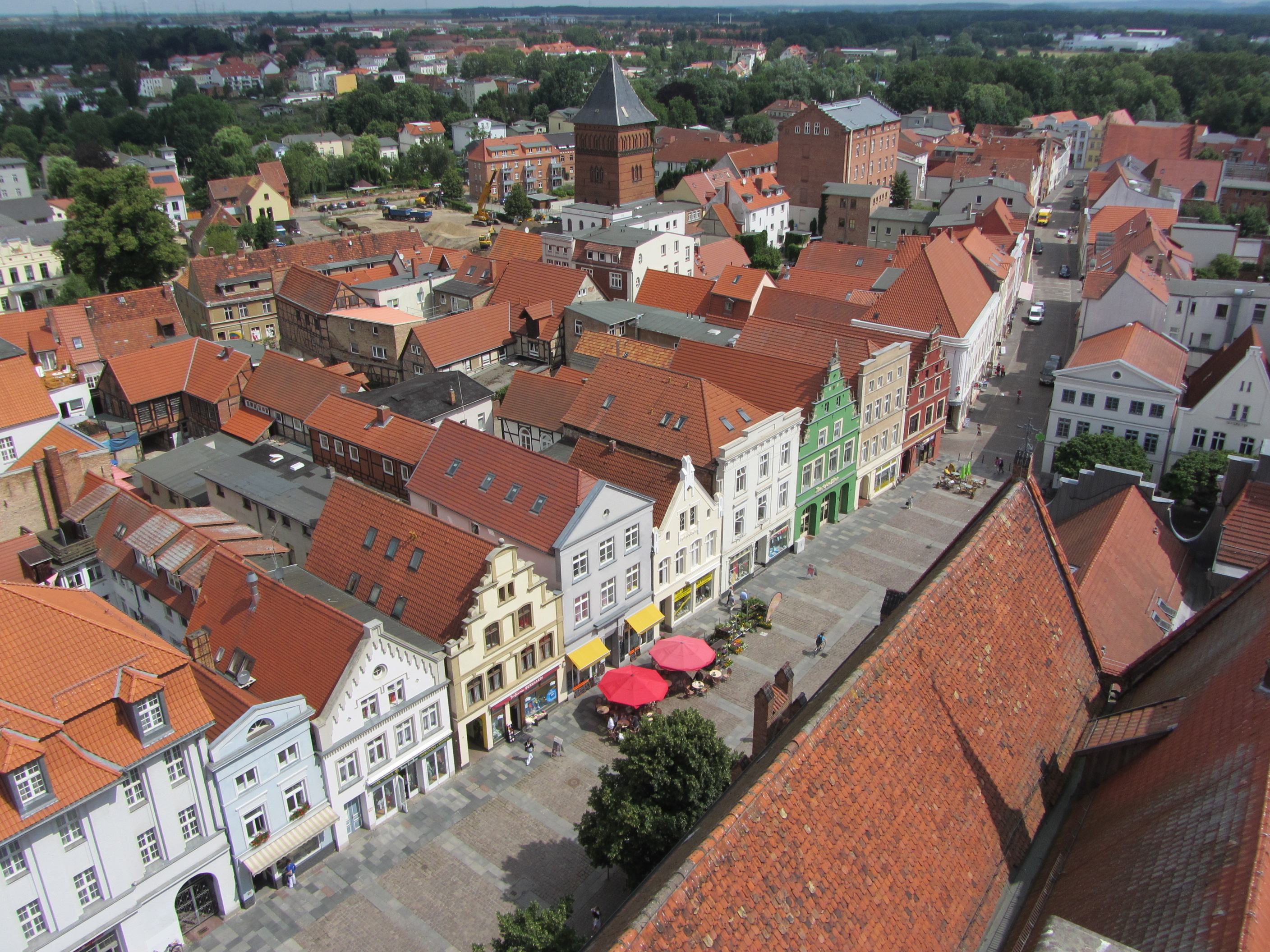
Plaza del mercado
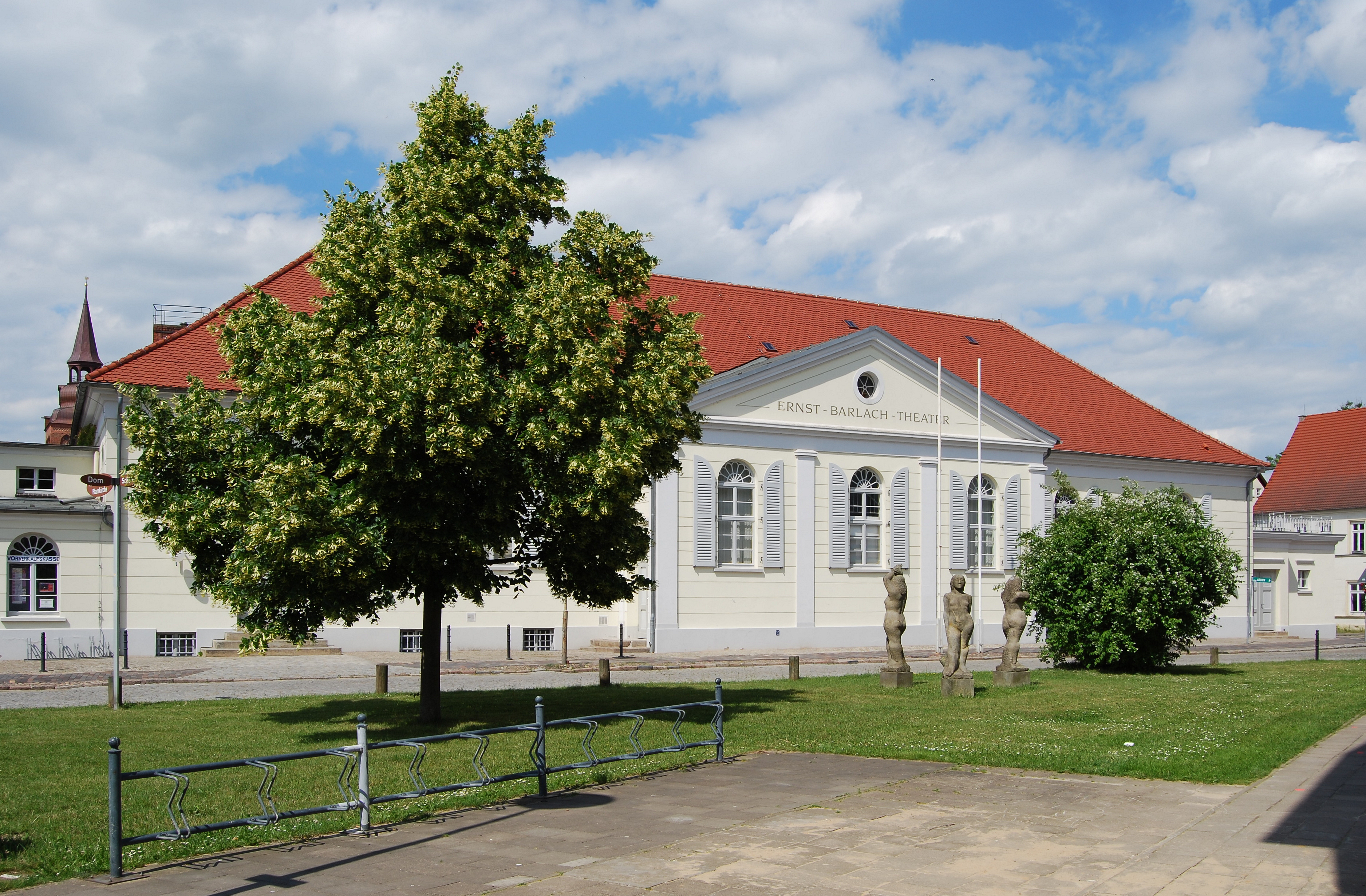
Teatro Ernst Barlach (Ernst-Barlach-Theater)
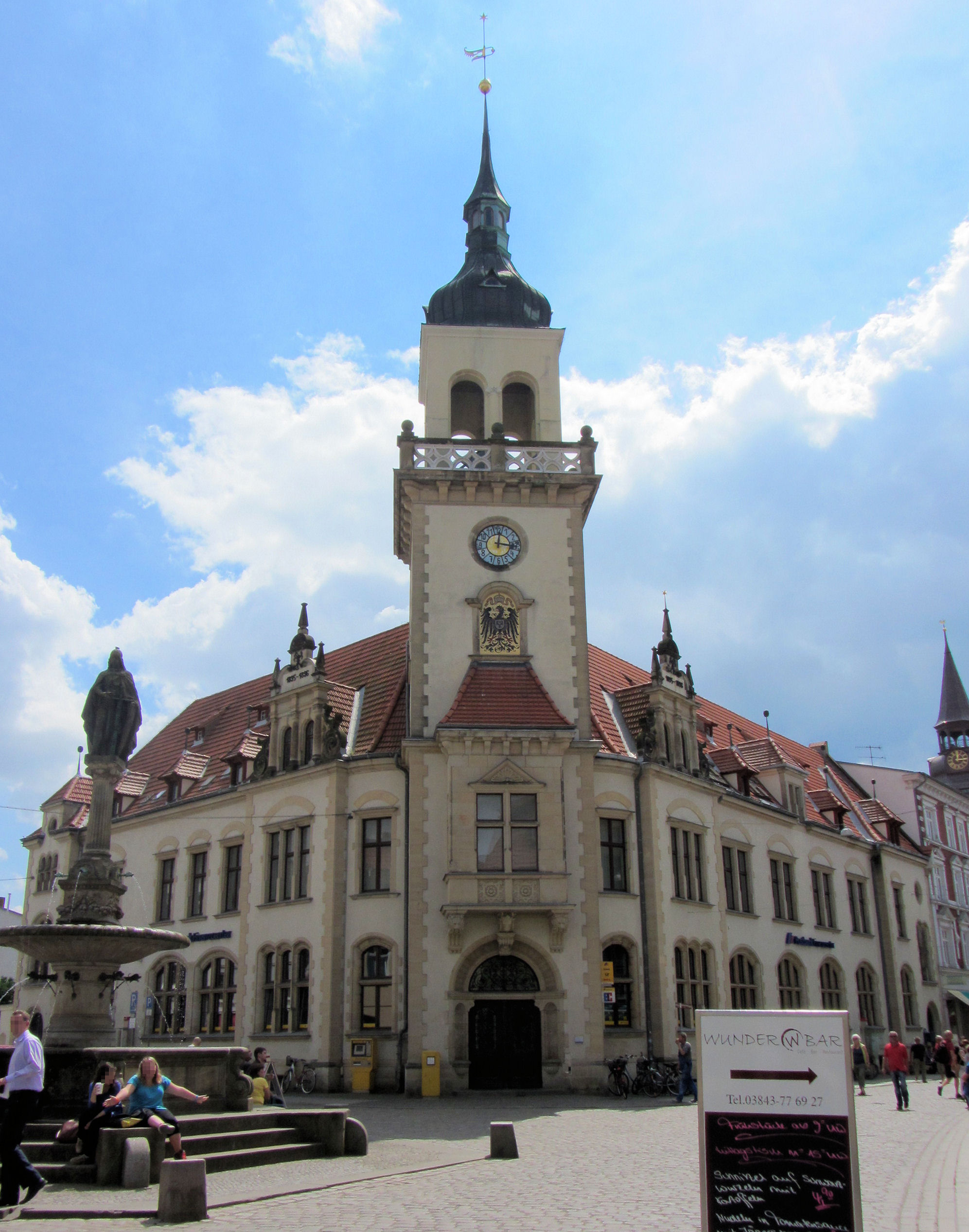
Oficina de Correos imperial (historicismo)
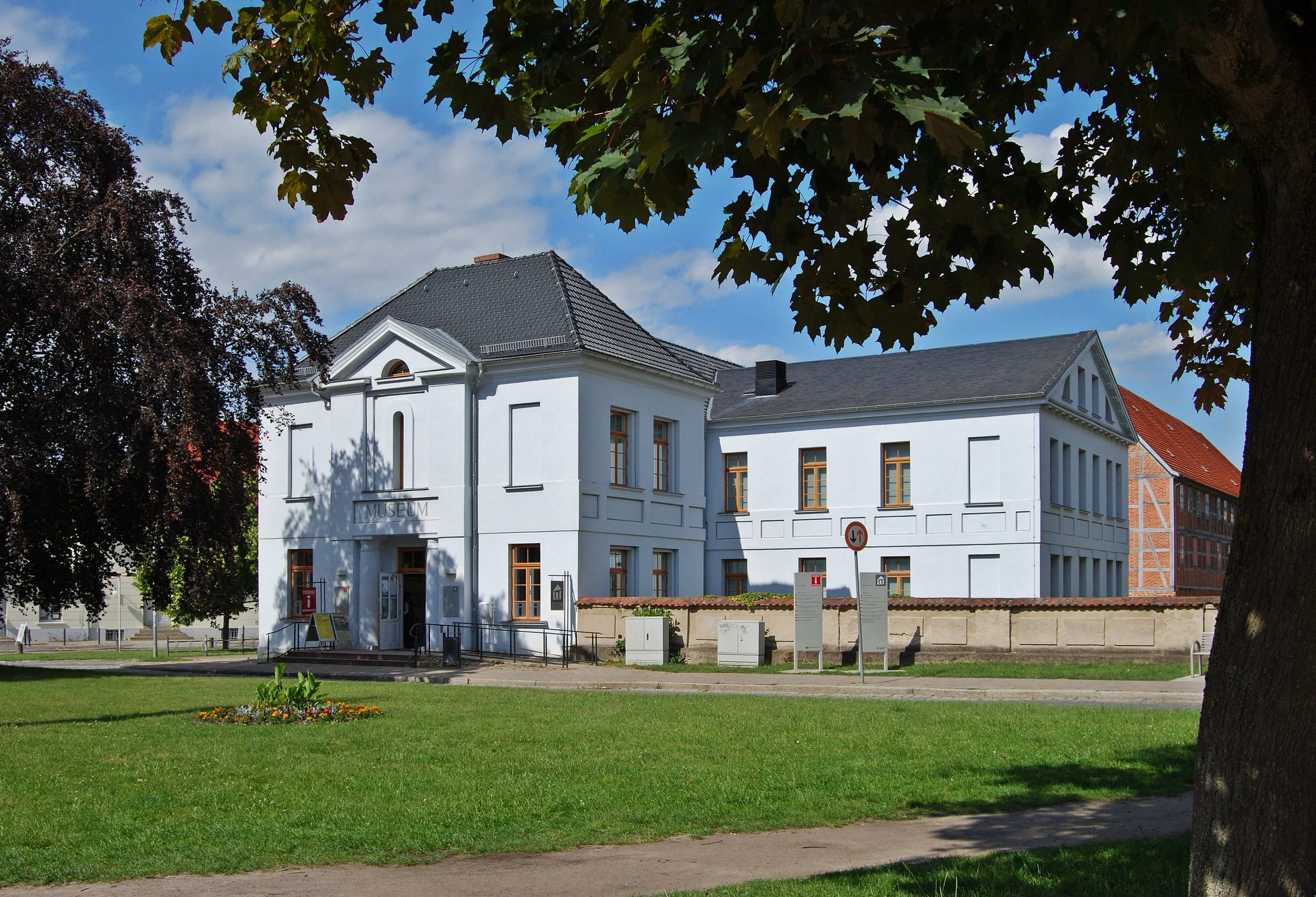
Museo de la ciudad
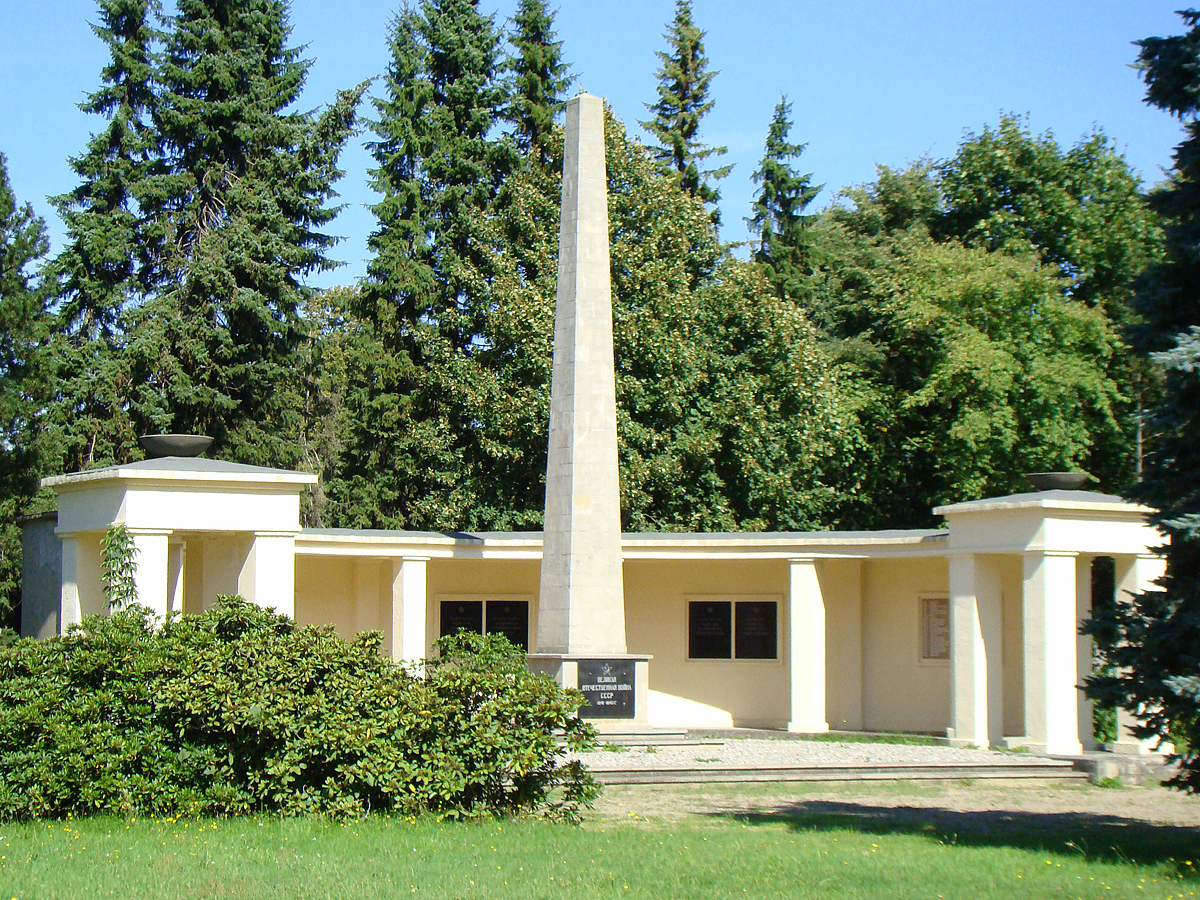
Cementerio soviético
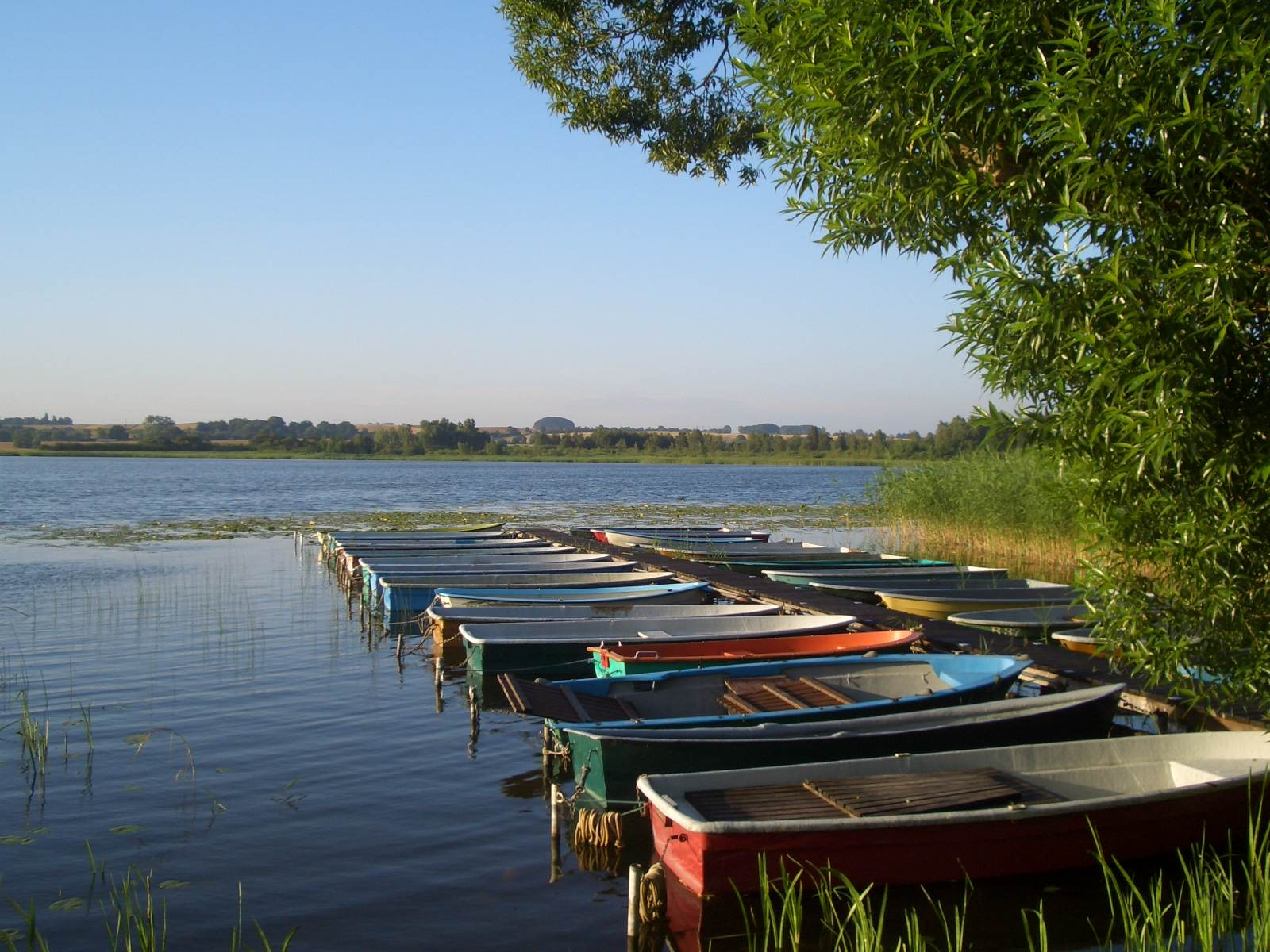
Lago Insel

## Educación
- Fachhochschule für öffentliche Verwaltung, Rechtspflege und Polizei Güstrow  (Universidad de Administración, Judicatura y Policía en Güstrow)

## Transporte
Los autobuses urbanos son gestionados por OVG (Omnibusverkehrsgesellschaft Güstrow).

## Ciudadanos célebres
- Joachim Daniel von Jauch (1688-1754), mayor general y arquitecto barroco.
- Harry Lehmann (1924-1998) Medalla Max Planck de física.
- Ulrich Neckel (1898-1928) Medalla Pour le Mérite como piloto en la I Guerra Mundial.

## Ciudades hermanadas
- Ribe, Dinamarca
- Valkeala, Finlandia
- Kronshagen, Alemania
- Gryfice (Greifenberg), Polonia
- Neuwied, Alemania